# 艾伦·舍曼
艾伦·舍曼（英語：Alan Sherman，1951年10月22日—），英国男子赛艇运动员。他曾代表英国参加世界赛艇锦标赛，获得一枚金牌、一枚银牌和一枚铜牌。他也曾在2008年夏季残疾人奥林匹克运动会上担任英国队舵手。